# Diócesis de Ipameri
La diócesis de Ipameri (en latín: Dioecesis Ipameriensis y en portugués: Diocese de Ipameri) es una circunscripción eclesiástica de la Iglesia católica en Brasil. Se trata de una diócesis latina, sufragánea de la arquidiócesis de Goiânia, que tiene al obispo José Francisco Rodrigues do Rêgo como su ordinario desde el 15 de mayo de 2019.

## Territorio y organización
La diócesis tiene 22 947 km² y extiende su jurisdicción sobre los fieles católicos de rito latino residentes en 19 municipios del estado de Goiás: Ipameri, Anhangüera, Caldas Novas, Campo Alegre de Goiás, Catalão, Corumbaíba, Cumari, Davinópolis, Goiandira, Marzagão, Nova Aurora, Orizona, Ouvidor, Palmelo, Pires do Rio, Rio Quente, Santa Cruz de Goiás, Três Ranchos y Urutaí.
La sede de la diócesis se encuentra en la ciudad de Ipameri, en donde se halla la Catedral del Espíritu Santo.
En 2019 en la diócesis existían 22 parroquias agrupadas en 5 regiones pastorales.

## Historia
La diócesis fue erigida el 11 de octubre de 1966 con la bula De animarum utilitate del papa Pablo VI, obteniendo el territorio de la arquidiócesis de Goiânia.
El 29 de marzo de 1989 cedió una parte de su territorio para la erección de la diócesis de Luziânia mediante la bula Pastoralis prudentia del papa Juan Pablo II.

## Estadísticas
De acuerdo al Anuario Pontificio 2020 la diócesis tenía a fines de 2019 un total de 332 000 fieles bautizados.
| Año                                                                             | Población            | Población | Población      | Sacerdotes | Sacerdotes    | Sacerdotes    | Bautizados por sacerdote | Diáconos permanentes | Religiosos | Religiosos | Parroquias |
| Año                                                                             | Bautizados católicos | Total     | % de católicos | Total      | Clero secular | Clero regular | Bautizados por sacerdote | Diáconos permanentes | Varones    | Mujeres    | Parroquias |
| ------------------------------------------------------------------------------- | -------------------- | --------- | -------------- | ---------- | ------------- | ------------- | ------------------------ | -------------------- | ---------- | ---------- | ---------- |
| 1966                                                                            | ?                    | 164 790   | ?              | 15         | 4             | 11            | ?                        |                      |            |            | 10         |
| 1970                                                                            | ?                    | 200 000   | ?              | 19         | 5             | 14            | ?                        |                      | 15         | 47         | 12         |
| 1976                                                                            | 149 000              | 168 000   | 88.7           | 17         | 10            | 7             | 8764                     |                      | 8          | 45         | 12         |
| 1977                                                                            | 164 000              | 182 000   | 90.1           | 21         | 9             | 12            | 7809                     |                      | 12         | 52         | 12         |
| 1990                                                                            | 170 000              | 200 000   | 85.0           | 21         | 15            | 6             | 8095                     |                      | 6          | 50         | 14         |
| 1999                                                                            | 202 000              | 245 800   | 82.2           | 13         | 9             | 4             | 15 538                   |                      | 5          | 51         | 13         |
| 2000                                                                            | 228 274              | 272 820   | 83.7           | 19         | 13            | 6             | 12 014                   |                      | 8          | 50         | 13         |
| 2001                                                                            | 213 021              | 250 590   | 85.0           | 26         | 14            | 12            | 8193                     |                      | 14         | 50         | 13         |
| 2002                                                                            | 260 378              | 280 730   | 92.8           | 26         | 15            | 11            | 10 014                   |                      | 12         | 54         | 14         |
| 2003                                                                            | 287 772              | 345 535   | 83.3           | 25         | 16            | 9             | 11 510                   | 1                    | 12         | 54         | 14         |
| 2004                                                                            | 216 252              | 270 315   | 80.0           | 26         | 15            | 11            | 8317                     | 1                    | 14         | 56         | 14         |
| 2006                                                                            | 214 000              | 285 000   | 75.1           | 17         | 15            | 2             | 12 588                   | 1                    | 7          | 59         | 15         |
| 2013                                                                            | 284 000              | 305 000   | 93.1           | 31         | 14            | 17            | 9161                     |                      | 20         | 47         | 16         |
| 2016                                                                            | 299 000              | 320 000   | 93.4           | 33         | 17            | 16            | 9060                     |                      | 21         | 45         | 17         |
| 2019                                                                            | 332 000              | 355 380   | 93.4           | 33         | 16            | 17            | 10 060                   | 1                    | 19         | 42         | 22         |
| Fuente: Catholic-Hierarchy, que a su vez toma los datos del Anuario Pontificio. |                      |           |                |            |               |               |                          |                      |            |            |            |

## Episcopologio
- Gilberto Pereira Lopes (3 de noviembre de 1966-19 de diciembre de 1975 nombrado arzobispo coadjutor de Campinas[5])
- Antônio Ribeiro de Oliveira † (19 de diciembre de 1975-23 de octubre de 1985 nombrado arzobispo de Goiânia)
- Tarcísio Sebastião Batista Lopes, O.F.M.Cap. † (19 de diciembre de 1986-29 de julio de 1998 renunció)
- Guilherme Antônio Werlang, M.S.F. (19 de mayo de 1999-7 de febrero de 2018 nombrado obispo de Lages)
- José Francisco Rodrigues do Rêgo, desde el 15 de mayo de 2019